# Marisa Tomei
Pour les articles homonymes, voir Tomei.
Marisa Tomei, née le 4 décembre 1964 à New York, dans le quartier de Brooklyn, dans l'État de New York, aux (États-Unis), est une actrice américaine.
Après avoir travaillé sur le soap opera As the World Turns, elle se fait connaître dans un second rôle dans Campus Show, série dérivée du Cosby Show. Après être apparue dans de nombreux films, elle obtient en 1993 avec la comédie Mon cousin Vinny, l'Oscar de la meilleure actrice dans un second rôle.
Apparaissant dans de nombreux films au cours de ces quinze dernières années, elle a connu ses plus grands succès commerciaux avec Ce que veulent les femmes, Self Control et Bande de sauvages. Elle a obtenu des critiques élogieuses pour ses prestations dans les films Décroche les étoiles, Les Taudis de Beverly Hills, 7 h 58 ce samedi-là et a obtenu deux nominations aux Oscars pour ses rôles dans In the Bedroom et The Wrestler. Elle tient également le rôle de la tante May de Spider-Man dans l'univers cinématographique Marvel à partir du film Captain America: Civil War sorti en 2016.

## Biographie

### Jeunesse et formation
Marisa Tomei, née le 4 décembre 1964 à New York, dans le quartier de Brooklyn, dans l'État de New York, aux (États-Unis), est la fille de Patricia Adelaide « Addie » (née Bianchi), professeur d'anglais et de Gary A. Tomei, avocat,. Elle a un frère plus jeune, Adam Tomei, acteur, et a été en partie élevée par ses grands-parents paternels, Rita et Romeo Tomei. Les parents de Marisa Tomei sont d'origine italienne : sa grand-mère maternelle est de Sicile, son grand-père maternel est de Toscane, tandis que son père est également d'origine sicilienne,. Elle est captivée par les spectacles de Broadway. Ses parents, amateurs de théâtre, acceptent qu'elle fasse carrière comme actrice. À l'Andries Hudde Junior High School, elle joue le rôle de Hedy LaRue dans une production scolaire de How to Succeed in Business Without Really Trying. Après avoir été diplômée de l'Edward R. Murrow High School, à Brooklyn, en 1982, elle va à l'Université de Boston pendant un an.

### Débuts (années 1980)
Après des débuts en 1984 dans le feuilleton As the World Turns, elle obtient le rôle de Maggie Lauten dans la sitcom Campus Show durant la première saison. Son premier film, Le Kid de la plage, avec Matt Dillon, dans lequel elle tient un petit rôle, sort la même année.
De 1986 à 1991, elle ne tourne que trois longs-métrages : Playing for Keeps, écrit et réalisé par Bob et Harvey Weinstein, L'embrouille est dans le sac, adaptation cinématographique de la pièce de théâtre française Oscar avec Sylvester Stallone et Zandalee, où elle joue aux côtés de Nicolas Cage. Mais ces trois films ne rencontrent pas l'adhésion de la critique et du public. De plus, sa prestation dans L'Embrouille est dans le sac lui vaut une nomination au Razzie Award du pire second rôle féminin,.

### Révélation et consécration (années 1990)
En 1992, elle prête ses traits à Mona Lisa Vito dans la comédie Mon cousin Vinny, après le refus de Lorraine Bracco de le jouer. Son interprétation lui vaut des critiques élogieuses, dont celle de Vincent Canby, notant qu'elle « a tout d'une excellente actrice ». De plus, tourné avec un budget de 11 millions de dollars, le film rencontre un succès commercial avec 64,1 millions de dollars de recettes mondiales. Pour sa performance, elle remporte l'Oscar de la meilleure actrice dans un second rôle lors de la 65e cérémonie des Oscars, battant ainsi Miranda Richardson, Joan Plowright, Vanessa Redgrave et Judy Davis. Mais le critique de cinéma Rex Reed (en) crée une controverse – et un mythe hollywoodien mineur,, – en suggérant que Jack Palance s'est trompé de nom en ouvrant l'enveloppe,. Bien que cette allégation ait été réfutée à plusieurs reprises, – l'Académie des Oscars a officiellement réfuté ces accusations – Marisa Tomei a qualifié cette controverse d'« extrêmement nuisible ». Le comptable de Pricewaterhouse a déclaré que si un tel évènement avait eu lieu, en accord avec l'Académie un des organisateurs de la cérémonie serait venu sur scène pour indiquer une erreur du présentateur.
Après sa victoire aux Oscars, elle prête ses traits à la star du film muet Mabel Normand dans le film biographique Chaplin, sorti en décembre 1992, aux côtés de Robert Downey Jr., son petit ami de l'époque, qui incarne le rôle-titre. L'année suivante, elle joue dans le drame romantique Cœur sauvage, avec Christian Slater. Elle remporte, avec ce dernier, le MTV Movie Award du meilleur baiser. Ce film obtient un excellent succès en salle.
Après avoir participé au thriller Equinox, avec Matthew Modine, qui connaît une distribution limitée en salles, elle rejoint, en 1994, le casting de la comédie dramatique Le Journal, réalisé par Ron Howard, dans lequel elle devient l'épouse enceinte du personnage incarné par Michael Keaton. Bien accueilli par la critique, Le Journal connaît un succès commercial au box-office avec 48,4 millions de dollars de recettes mondiales. La même année, elle retrouve Downey pour la comédie romantique Only You, de Norman Jewison. Après un caméo dans la comédie à sketches Groom Service, suivi d'un des rôles principaux du film La famille Perez, de Mira Nair, elle décroche, en 1996, le rôle d'une mère célibataire, dans Décroche les étoiles, de Nick Cassavetes, partageant l'affiche avec Gena Rowlands. Sa prestation est saluée, notamment par le New York Times, et obtient une nomination au Screen Actors Guild Awards dans la catégorie meilleure actrice dans un second rôle. Par la suite, elle a joué dans Bienvenue à Sarajevo de Michael Winterbottom.
En 1998, sa prestation dans la comédie dramatique indépendante Les Taudis de Beverly Hills, film de Tamara Jenkins, dans lequel elle partage l'affiche avec Natasha Lyonne et Alan Arkin, lui vaut d'obtenir une nomination à l'American Comedy Award du meilleur second rôle féminin la plus drôle. Le long-métrage est bien accueilli par la critique, mais ne rencontre pas un véritable succès commercial, dépassant à peine son budget de production. Toutefois, il a gagné le statut de film culte. Le New York Times note qu'elle « est très charmante et drôle comme Rita », tandis qu'un autre critique ajoute qu'elle est « courageuse et sexy, ... plus modérée qu'elle ne l'est habituellement ».
Après des années 1990 passées dans le cinéma indépendant, elle passe durant la décennie suivante à des productions commerciales.

### Diversification (années 2000)

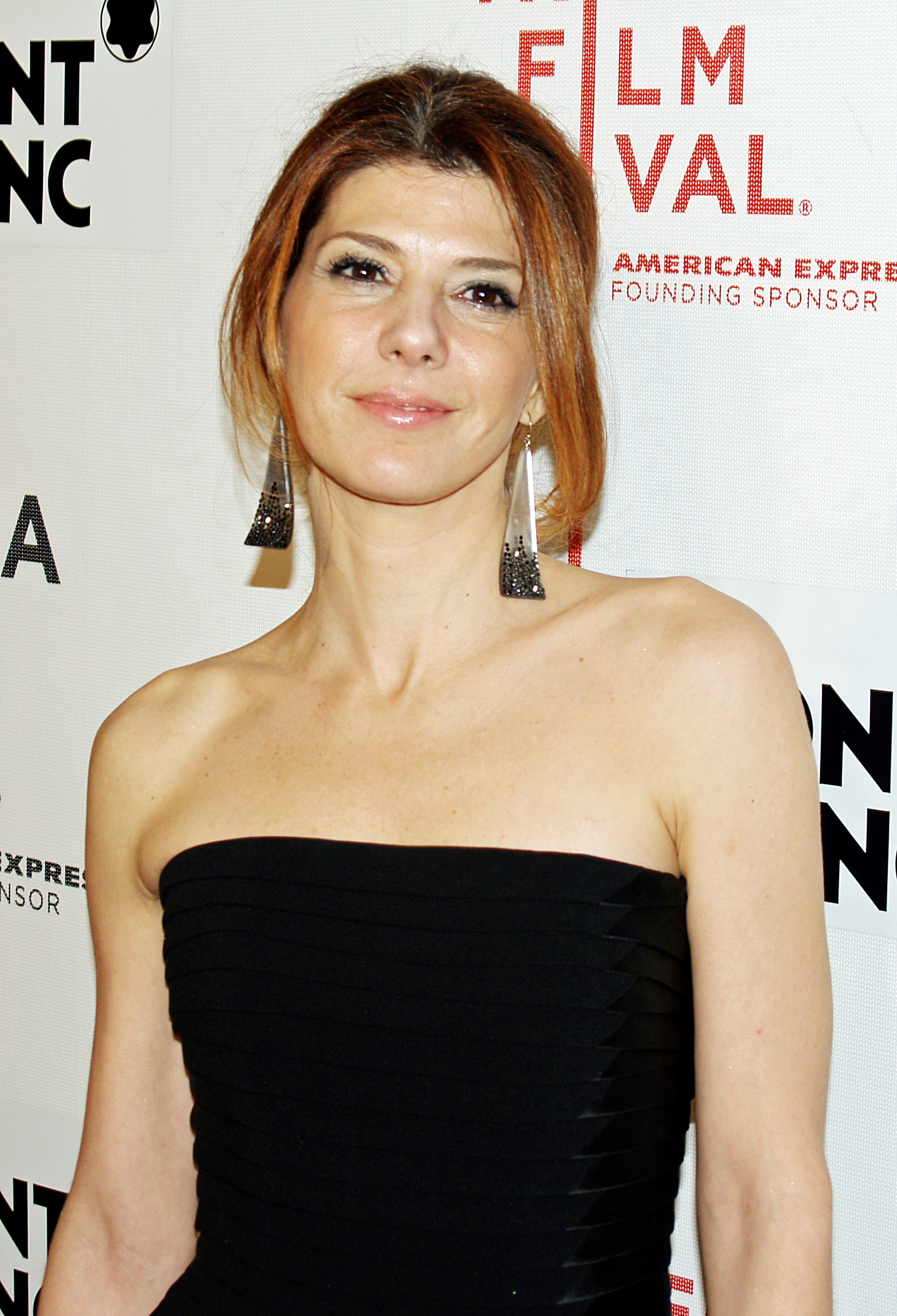
L'actrice au Tribeca Film Festival 2008, pour la présentation de War, Inc..

En 2000, elle tient le rôle de Lola, serveuse d'un café et l'une des nombreuses conquêtes du personnage principal masculin, incarné par Mel Gibson, dans la comédie romantique Ce que veulent les femmes. Malgré des critiques mitigées,, le film rencontre un énorme succès commercial, avec 374,1 millions de dollars de recettes au box-office mondial, demeurant à ce jour le plus grand succès de la carrière de Tomei. La même année, elle partage l'affiche du thriller fantastique The Watcher avec James Spader, un flop critique et commercial. Enfin, elle incarne l'héroïne de la comédie romantique Happy Accidents.
L'année suivante, elle enchaîne avec un rôle dans la comédie romantique Attraction animale, portée par Ashley Judd, Greg Kinnear et Hugh Jackman. Mais elle renoue aussi avec le cinéma indépendant :
Elle revient ensuite au cinéma indépendant : elle tient un rôle secondaire dans le drame In the Bedroom, nommé à cinq reprises aux Oscars. Tomei décroche une nomination dans la catégorie meilleur second rôle féminin  – sa seconde nomination après celle de Mon Cousin Vinny.
Elle reçoit aussi une nomination au Golden Globe du meilleur second rôle féminin. Elle a également remporté plusieurs prix et de nombreuses nominations. In the Bedroom est bien accueilli par la critique, et par le public. Variety écrit qu'elle est « vainqueur dans ce qui est sûrement sa performance la plus naturelle et naturaliste », tandis que Stephen Holden, critique du New York Times, ajoute qu'elle est une « triste et abimée Natalie, qui est facilement son meilleur rôle à l'écran ». Avec les autres acteurs, elle a partagé une nomination au SAG Award de la meilleure distribution d'ensemble.
En 2002, elle revient à une production commerciale, en tenant l'un des rôles principaux de la comédie romantique Le Gourou et les Femmes, qui obtient un accueil mitigé des critiques de cinéma, et un faible succès commercial.
L'année suivante, elle seconde le tandem Jack Nicholson et Adam Sandler pour la comédie noire Self Control. Et en 2004, elle est au casting de la comédie romantique Irrésistible Alfie, portée par Jude Law.
L'année 2005 est marquée par la sortie de trois films indépendants : elle tient d'abord le premier rôle féminin de la comédie musicale britannique Marilyn Hotchkiss' Ballroom Dancing and Charm School, face à Robert Carlyle. Puis elle est au casting de Loverboy, drame indépendant réalisé par l'acteur Kevin Bacon. Enfin, elle retrouve Matt Dillon, tête d'affiche du drame  Factotum, écrit et réalisé par Bent Hamer.
L'année suivante, elle revient à des productions plus commerciales : elle est la tête d'affiche du thriller Danika, un flop critique et commercial. Puis elle joue dans quatre épisodes de la troisième saison de la série télévisée Rescue Me : Les Héros du 11 septembre, où elle séduit le héros incarné par Denis Leary.
En 2007, elle tient un second rôle dans la comédie dramatique populaire Bande de sauvages, menée par Tim Allen. Elle est ensuite au casting d'un drame indépendant de Sidney Lumet, 7 h 58 ce samedi-là.
En 2008, elle tient les premiers rôles féminins de deux films indépendants : War, Inc., mais surtout le drame The Wrestler, (Lion d'or à Venise), mis en scène par Darren Aronofsky et porté par la performance de Mickey Rourke dans le rôle-titre. Le film est aussi un succès commercial.
L'année 2010 est marquée par la sortie de la comédie indépendante Cyrus, écrite et réalisée par Jay et Mark Duplass. Elle tient le premier rôle féminin, aux côtés de John C. Reilly et Jonah Hill.

### Succès commercial (années 2010)

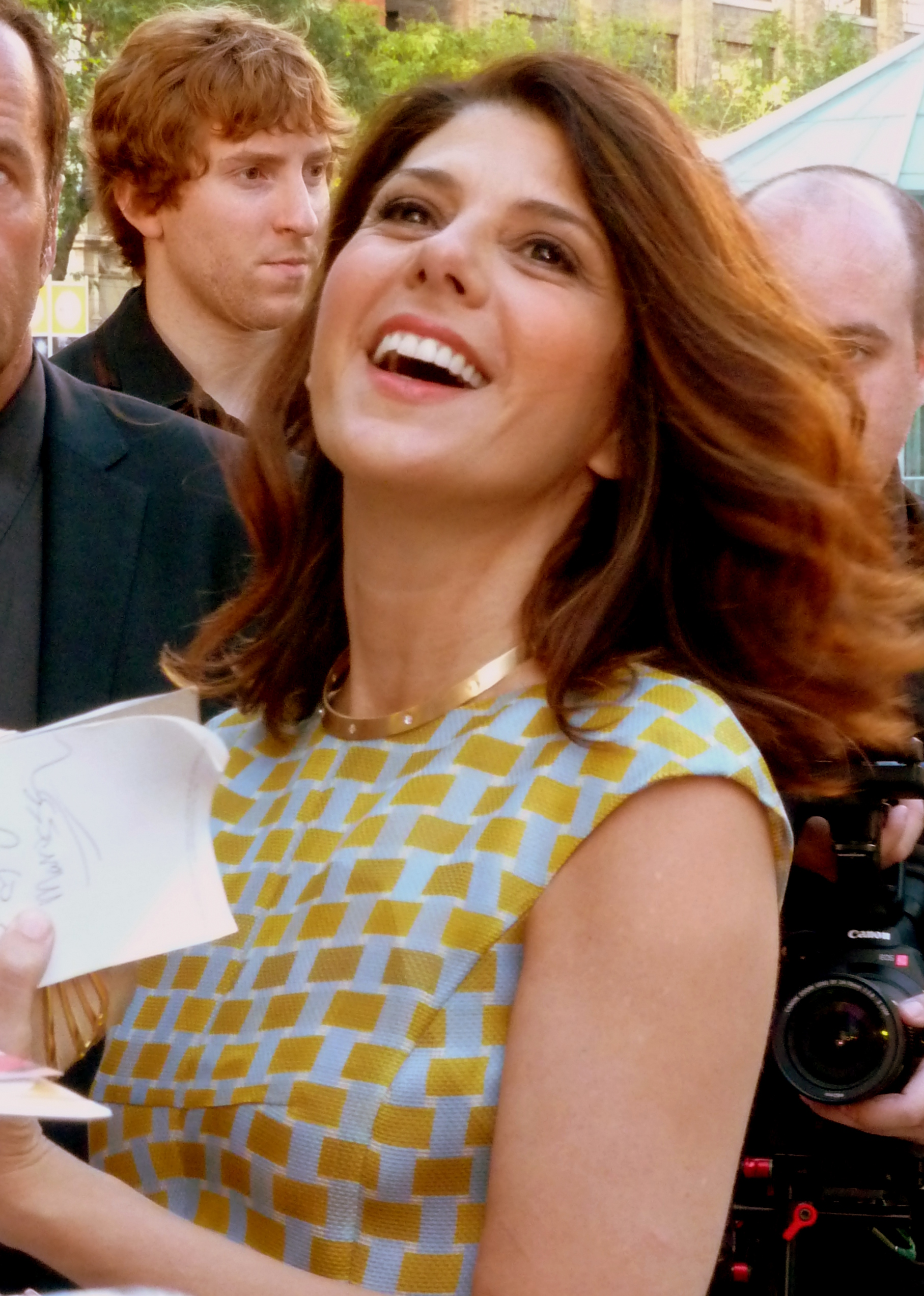
L'actrice au TIFF 2012, pour la première de Inescapable.

Durant les années 2010, l'actrice va pouvoir capitaliser sur sa réputation pour décrocher des rôles dans plusieurs productions médiatiquement exposées.
En 2011, elle joue dans deux productions médiatiquement exposées : le polar La Défense Lincoln, porté par un Matthew McConaughey en pleine renaissance créative. Puis elle joue une professeur sexy dans la comédie Crazy, Stupid, Love., joli succès critique et commercial signé Glenn Ficarra et John Requa. Enfin, elle est au casting du thriller politique Les Marches du pouvoir, réalisé par George Clooney.
L'année 2012 la voit poursuivre dans des productions commerciales : elle tient les premiers rôles féminins du film d'action Inescapable et de la comédie familiale Le Choc des générations, aux côtés de Billy Crystal. Les deux films sont des échecs critiques et commerciaux.
En 2014, elle donne la réplique à Hugh Grant pour la comédie dramatique Les Mots pour lui dire.
L'année 2015 la voit enchaîner deux projets : elle figure au casting de luxe de la comédie dramatique The Big Short : Le Casse du siècle, d'Adam McKay, puis joue dans la comédie de Noël Love the Coopers, avec Steve Martin. Enfin, elle joue dans cinq épisodes de la seconde saison de la série à succès  Empire.
Mais c'est en 2016 qu'elle livre une prestation remarquée médiatiquement : elle prête ses traits à une version rajeunie du personnage May Parker dans l'univers cinématographique Marvel.
Son personnage est introduit dans le blockbuster évènement Captain America: Civil War, mais est surtout présent dans le long-métrage à succès Spider-Man: Homecoming, de Jon Watts.
En 2018, elle joue dans la comédie dramatique indépendante After Everything, puis apparait dans un épisode de la série à succès The Handmaid's Tale. Enfin, elle tient un rôle-clé du thriller horrifique American Nightmare 4 : Les Origines.
Elle redevient May Parker pour la suite, Spider-Man: Far From Home, où se dévoile une liaison entre May et l'ancien assistant et garde du corps de Tony Stark, Happy Hogan (interprété par Jon Favreau) et dans le film suivant, Spider-Man: No Way Home.

### Au théâtre
Marisa Tomei se consacre beaucoup au théâtre. Elle a tenu à Broadway, le rôle-titre de Salomé aux côtés d'Al Pacino et de Dianne Wiest. Elle a également joué On ne paye pas ! On ne paye pas ! de Dario Fo. En mars 2004, à Bombay et dans d'autres villes indiennes, elle interprète avec Jane Fonda, Les Monologues du vagin d'Eve Ensler.

## Filmographie

### Cinéma

#### Années 1980
- 1984 : Le Kid de la plage (The Flamingo Kid) de Garry Marshall : Mandy
- 1986 : Playing for Keeps de Harvey et Bob Weinstein : Tracy

#### Années 1990
- 1991 : L'embrouille est dans le sac (Oscar) de John Landis : Lisa Provolone
- 1991 : Zandalee de Sam Pillsbury : Remy
- 1992 : Mon cousin Vinny (My Cousin Vinny) de Jonathan Lynn : Mona Lisa Vito
- 1992 : Equinox de Alan Rudolph : Rosie Rivers
- 1992 : Chaplin de Richard Attenborough : Mabel Normand
- 1993 : Cœur sauvage (Untamed Heart) de Tony Bill : Caroline
- 1994 : Le Journal (The Paper) de Ron Howard : Martha Hackett
- 1994 : Only You de Norman Jewison : Faith Corvatch
- 1995 : La Famille Perez (The Perez Family) de Mira Nair : Dorita Evita Perez
- 1995 : Groom Service (Four Rooms) de Alexandre Rockwell, Allison Anders, Robert Rodriguez et Quentin Tarantino : Margaret
- 1996 : Décroche les étoiles (Unhook the Stars) de Nick Cassavetes : Monica Warren
- 1997 : A Brother's Kiss de Seth Zvi Rosenfeld : Missy
- 1997 : Bienvenue à Sarajevo de Michael Winterbottom : Nina
- 1998 : Les Taudis de Beverly Hills (Slums of Beverly Hills) de Tamara Jenkins : Rita Abromowitz

#### Années 2000
- 2000 : Dirk and Betty de Robert Bauer et Paul Gordon : Paris
- 2000 : Happy Accidents de Brad Anderson : Ruby Weaver
- 2000 : The Watcher de Joe Charbanic : Dr Polly Beilman
- 2000 : King of the Jungle (en) de Seth Zvi Rosenfeld : Det. Costello
- 2000 : Ce que veulent les femmes (What Women Want) de Nancy Meyers : Lola
- 2001 : In the Bedroom de Todd Field : Natalie Strout
- 2001 : Attraction animale (Someone Like You…) de Tony Goldwyn : Liz
- 2002 : Just a Kiss de Fisher Stevens : Paula
- 2002 : Le Gourou et les Femmes (The Guru) de Daisy von Scherler Mayer : Lexi
- 2002 : La Famille Delajungle, le film (The Wild Thornberrys Movie) de Cathy Malkasian et Jeff McGrath : Bree Blackburn (voix)
- 2003 : Self Control (Anger Management) de Peter Segal : Linda
- 2004 : Irrésistible Alfie (Alfie) de Charles Shyer : Julie
- 2005 : Marilyn Hotchkiss' Ballroom Dancing and Charm School de Randall Miller : Meredith Morrison
- 2005 : Loverboy de Kevin Bacon : Sybil
- 2005 : Factotum de Bent Hamer : Laura
- 2006 : Danika de Ariel Vromen : Danika
- 2007 : Grace Is Gone de James C. Strouse : la femme de la piscine
- 2007 : Bande de sauvages (Wild Hogs) de Walt Becker : Maggie
- 2007 : 7 h 58 ce samedi-là (Before the Devil Knows You're Dead) de Sidney Lumet : Gina
- 2008 : War, Inc. de Joshua Seftel : Nathalie
- 2008 : The Wrestler de Darren Aronofsky : Cassidy
- 2009 : Amsterdam (vidéo) de Ivo van Hove : Donna

#### Années 2010
- 2010 : Cyrus de Jay et Mark Duplass : Molly
- 2010 : Salvation Boulevard de George Ratliff : Honey Foster
- 2011 : La Défense Lincoln (The Lincoln Lawyer) de Brad Furman : Margaret McPherson
- 2011 : Crazy, Stupid, Love de Glenn Ficarra et John Requa : Kate
- 2011 : Les Marches du pouvoir (The Ides of March) George Clooney : Ida Horowicz
- 2012 : Inescapable de Ruba Nadda : Fatima
- 2012 : Le Choc des générations (Parental Guidance) de Andy Fickman : Alice Simmons
- 2014 : Les Mots pour lui dire (The Rewrite) de Marc Lawrence : Holly Carpenter
- 2015 : The Big Short : Le Casse du siècle (The Big Short) d'Adam McKay : Cynthia Baum
- 2015 : Noël chez les Cooper (Love the Coopers) de Jessie Nelson : Emma
- 2016 : Captain America: Civil War de Anthony et Joe Russo : May Parker
- 2017 : Spider-Man: Homecoming de Jon Watts : May Parker
- 2018 : American Nightmare 4 : Les Origines (The First Purge) de Gerard McMurray : docteur May Updale / L'Architecte
- 2018 : After Everything de Hannah Marks et Joey Power : Dr Lisa Harden
- 2019 : Avengers: Endgame de Anthony et Joe Russo : May Parker
- 2019 : Spider-Man: Far From Home de Jon Watts : May Parker
- 2019 : Frankie d'Ira Sachs : Ilene
- 2019 : Human Capital de Marc Meyers : Carrie Manning

#### Années 2020
- 2020 : The King of Staten Island de Judd Apatow : Margie Carlin
- 2021 : Spider-Man: No Way Home de Jon Watts : May Parker
- 2021 : Delia's Gone de Robert Budreau (en) : Fran
- 2023 : She Came to Me de Rebecca Miller : Katrina
- 2024 : Brothers de Max Barbakow : Bethesda Waingro
- 2024 : Surclassée (Upgraded) de Carlson Young : Claire Dupont
- 2026 : She Gets It From Me de Julia von Heinz

#### Courts métrages
- 2013 : Jason Alexander Joins the 99% - réalisateur inconnu
- 2013 : She Said, She Said de Stuart Blumberg

### Télévision

#### Séries télévisées
- 1983-1985 : As the World Turns : Marcy Thompson Cushing
- 1987 : ABC Afterschool Special : Noelle Crandall (1 épisode)
- 1987 : Détective de choc (Leg Work) : Donna Ricci (1 épisode)
- 1987-1988 : Campus Show (A Different World) : Maggie Lauten (26 épisodes)
- 1994 : Saturday Night Live : elle-même / personnages variés (1 épisode[40])
- 1996 : Seinfeld : elle-même, 1 épisode
- 2003 : Les Simpson (The Simpsons) : Sara Sloane (1 épisode)
- 2004 : Game Over : Raquel Smashenburn (unaired pilot) (voix)
- 2006 : Rescue Me : Les Héros du 11 septembre (Rescue Me) : Angela (4 épisodes)
- 2015 : Empire : Mimi Whiteman (saison 2, 5 épisodes)
- 2018 : The Handmaid's Tale : La Servante écarlate : Mrs. O'Conner (saison 2, 1 épisode)

#### Téléfilms
- 1990 : Parker Kane de Steve Perry : April Haynes
- 1998 : My Own Country de Mira Nair : Mattie Vines
- 1998 : Since You've Been Gone de David Schwimmer : Tori
- 1998 : Only Love de John Erman : Evie
- 2001 : Jenifer de Jace Alexander : Nina Capelli
- 2007 : The Rich Inner Life of Penelope Cloud de Jeff Greenstein : Penelope Cloud

## Distinctions

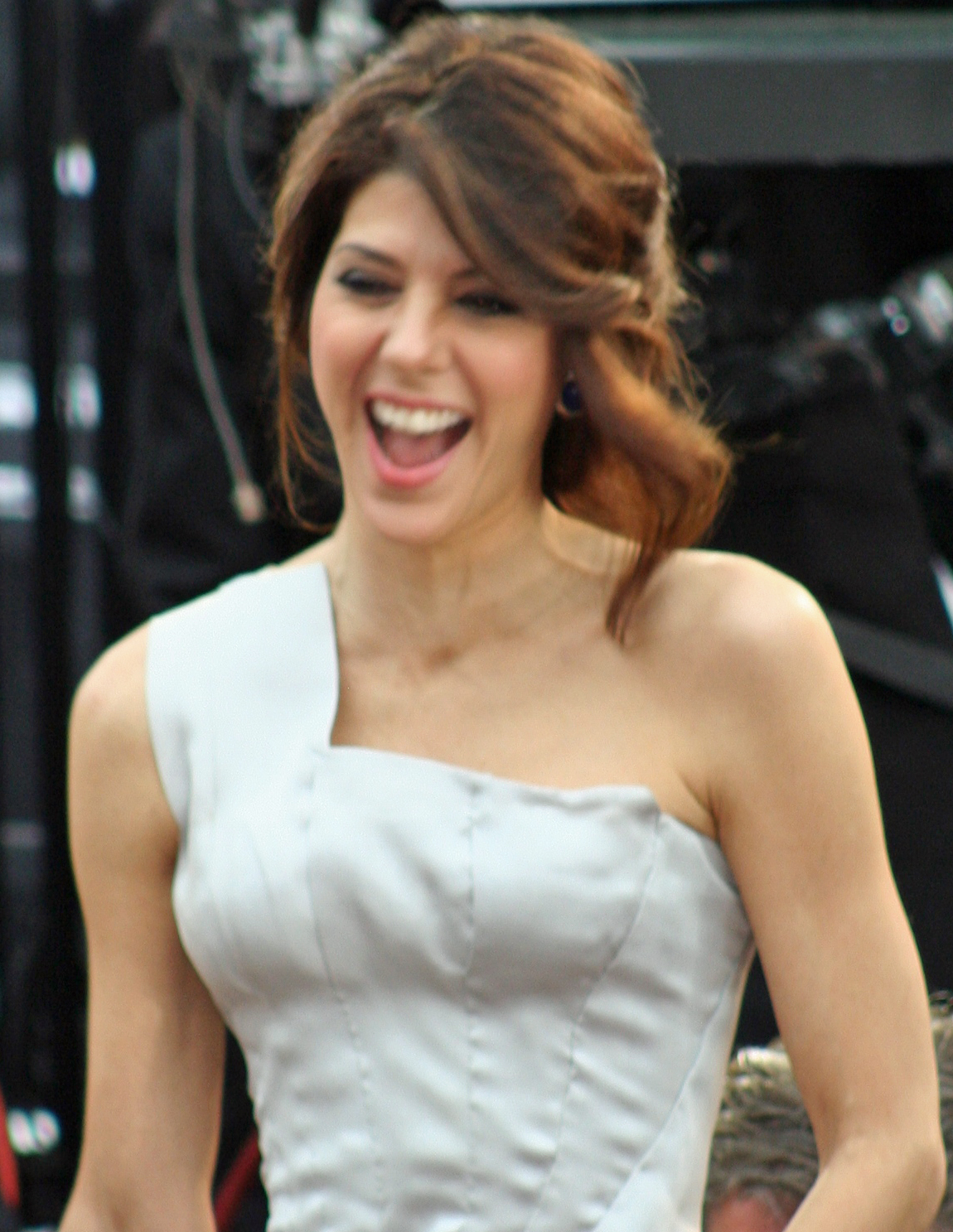
A la 81e cérémonie des Oscars, en février 2009, pour The Wrestler

### Récompenses
- Oscar de la meilleure actrice dans un second rôle pour Mon cousin Vinny (1993)
- SFFCC Award du meilleur second rôle féminin pour The Wrestler (2008)

### Nominations
- Razzie Award du pire second rôle féminin pour L'embrouille est dans le sac (1992)
- American Comedy Award de l'actrice dans un second rôle dans un film la plus drôle pour Les Taudis de Beverly Hills (1999)
- Blockbuster Entertainment Award de la meilleure actrice dans un second rôle dans une comédie ou film romantique pour Ce que veulent les femmes (2001)
- Critics Choice Award de la meilleure actrice dans un second rôle pour In the Bedroom (2002)
- Oscar de la meilleure actrice dans un second rôle pour In the Bedroom (2002)
- Critics Choice Award de la meilleure distribution d'ensemble pour 7 h 58 ce samedi-là [N 3] (2008)
- Critics Choice Award de la meilleure actrice dans un second rôle pour The Wrestler (2009)
- BAFTA de la meilleure actrice dans un second rôle pour The Wrestler (2009)
- Oscar de la meilleure actrice dans un second rôle  pour The Wrestler (2009)
- Critics Choice Award de la meilleure distribution d'ensemble pour Les Marches du pouvoir [N 4](2012)

## Voix francophones
En France
| - Stéphanie Lafforgue dans : - Captain America: Civil War - Spider-Man: Homecoming - American Nightmare 4 : Les Origines - Spider-Man: Far From Home - Spider-Man: No Way Home - Brothers - Sophie Arthuys dans : - Décroche les étoiles - In the Bedroom - Self Control - Déborah Perret dans : - Danika - Les Marches du pouvoir - La Défense Lincoln - Laurence Crouzet dans : - L'embrouille est dans le sac - Mon cousin Vinny - Brigitte Berges dans : - Cœur sauvage - Le Journal - Virginie Ledieu dans : - Les Taudis de Beverly Hills - Empire (série télévisée) | - Sybille Tureau dans (les séries télévisées) : - Rescue Me : Les Héros du 11 septembre - The Handmaid's Tale : La Servante écarlate - Virginie Méry dans : - Le Gourou et les Femmes - The Wrestler Et aussi - Séverine Morisot dans Groom Service - Ethel Houbiers dans Bienvenue à Sarajevo - Vanina Pradier dans The Watcher - Odile Cohen dans Ce que veulent les femmes - Caroline Jacquin dans Attraction animale - Christiane Jean dans Jenifer (téléfilm) - Danièle Douet dans Bande de sauvages - Dorothée Pousséo dans 7 h 58 ce samedi-là - Anne Rondeleux dans Crazy, Stupid, Love - Sophie Landresse dans Le Choc des générations - Véronique Desmadryl dans The Big Short : Le Casse du siècle - Emmanuelle Lambrey dans Surclassée |

Au Québec
Note : la liste indique les titres québécois
- Isabelle Leyrolles dans : 
  - Ce que femme veut[46]
  - Méchant Malade [46]
  - Assassins, Inc.[46]
  - Le Lutteur [46]
  - La Défense Lincoln[46]
  - Les Marches du pouvoir[46]
  - Surveillance Parentale[46]
- Éveline Gélinas dans :
  - Capitaine America : La Guerre civile[46]
  - Spider-Man : Les Retrouvailles[46]
  - Spider-Man : Loin des siens[46]
  - Spider-Man : Sans retour[46]
- Natalie Hamel-Roy dans : 
  - Seulement toi [46]
  - La Famille Perez [46]
  - Bienvenue à Sarajevo [46]
  - Regard dangereux [46]
- Camille Cyr-Desmarais dans : 
  - Quelqu'un comme toi[46]
  - Cyrus [46]
  - Un Amour Fou [46]
- Valérie Gagné dans : 
  - Sans Issue [46]
  - Alfie [46]

et aussi
- Élise Bertrand dans Oscar[46]
- Nadia Paradis dans Les fous de la moto[46]
- Catherine Proulx-Lemay dans La Première Purge